# Neodamodeis
Neodamodeis (griechisch νεοδαμώδεις neodamṓdeis, deutsch ‚Neubürger‘) war ein Stand im antiken Sparta, der aus freigelassenen Heloten gebildet wurde. Die zu Neodamodeis Aufgestiegenen unterlagen der spartanischen Disziplin und konnten, ähnlich wie die Periöken, zum Kriegsdienst herangezogen werden. Die Neodamodeis wohnten außerhalb der Stadt Sparta und waren keine Vollbürger. Sie spielten aufgrund der stagnierenden Bevölkerungszahl der spartanischen Oberschicht, der Spartiaten, eine zunehmende Rolle im spartanischen Militär.
Zu den Neodamodeis werden oft auch die sogenannten „Brasideier“ gerechnet, unter dem Feldherrn Brasidas freigelassene Heloten.